# Guidan Kané (Gangara)
Guidan Kané ist ein Dorf in der Landgemeinde Gangara in der Region Maradi in Niger.

## Geographie
Das von einem traditionellen Ortsvorsteher (chef traditionnel) geleitete Dorf liegt rund elf Kilometer südwestlich des Hauptorts Gangara der gleichnamigen Landgemeinde, die zum Departement Gazaoua in der Region Maradi gehört. Zu den Siedlungen in der näheren Umgebung von Guidan Kané zählen Malam Daweye im Norden und Guidan Chinaou im Westen. Südlich von Guidan Kané verläuft die Staatsgrenze zu Nigeria. Hier befindet sich ein Grenzübergang.
Guidan Kané ist Teil der Übergangszone zwischen Sahel und Sudan. Die durchschnittliche jährliche Niederschlagsmenge beträgt hier zwischen 400 und 500 mm.

## Bevölkerung
Bei der Volkszählung 2012 hatte Guidan Kané 272 Einwohner, die in 36 Haushalten lebten. Bei der Volkszählung 2001 betrug die Einwohnerzahl 206 in 29 Haushalten und bei der Volkszählung 1988 belief sich die Einwohnerzahl auf 123 in 18 Haushalten.
Die Bevölkerungsdichte in diesem Gebiet ist für nigrische Verhältnisse hoch.

## Wirtschaft und Infrastruktur
Das Gebiet der Ebenen im südlichen Teil der Region Maradi, in dem Guidan Kané liegt, ist von einer anhaltenden Degradation der ackerbaulichen Flächen gekennzeichnet, die mit der hohen Bevölkerungsdichte in Zusammenhang steht. Es gibt eine Schule im Dorf. Durch Guidan Kané führt die 21,8 Kilometer lange Landstraße RR4-004 zwischen Aguié und Guidan Chinaou. Eine Sanierung der Landstraße wurde im April 2017 abgeschlossen.